# Ali İl
Ali İl (* 16. Mai 1982 in Istanbul) ist ein türkischer Schauspieler. İl spielte in der Serie Poyraz Karayel den Sadreddin Umman.

## Filmografie
- 2002: Sırlar Dünyası (dizi)
- 2004: Türkü Filmi
- 2005: Ihlamurlar Altında, als Kerem (Fernsehserie)
- 2005: Seher Vakti
- 2007: Aşk Eski Bir Yalan, als Sinan
- 2008: Küçük Kadınlar, als Ali
- 2009: Adını Sen Koy, als Can
- 2011: Seni Bana Yazmislar, als Mehmet
- 2014: Poyraz Karayel, als Sadreddin
- 2017: Ver Elini Ask, als Kaan